# Каньги
Ка́ньги (саамське) — традиційне саамське взуття.

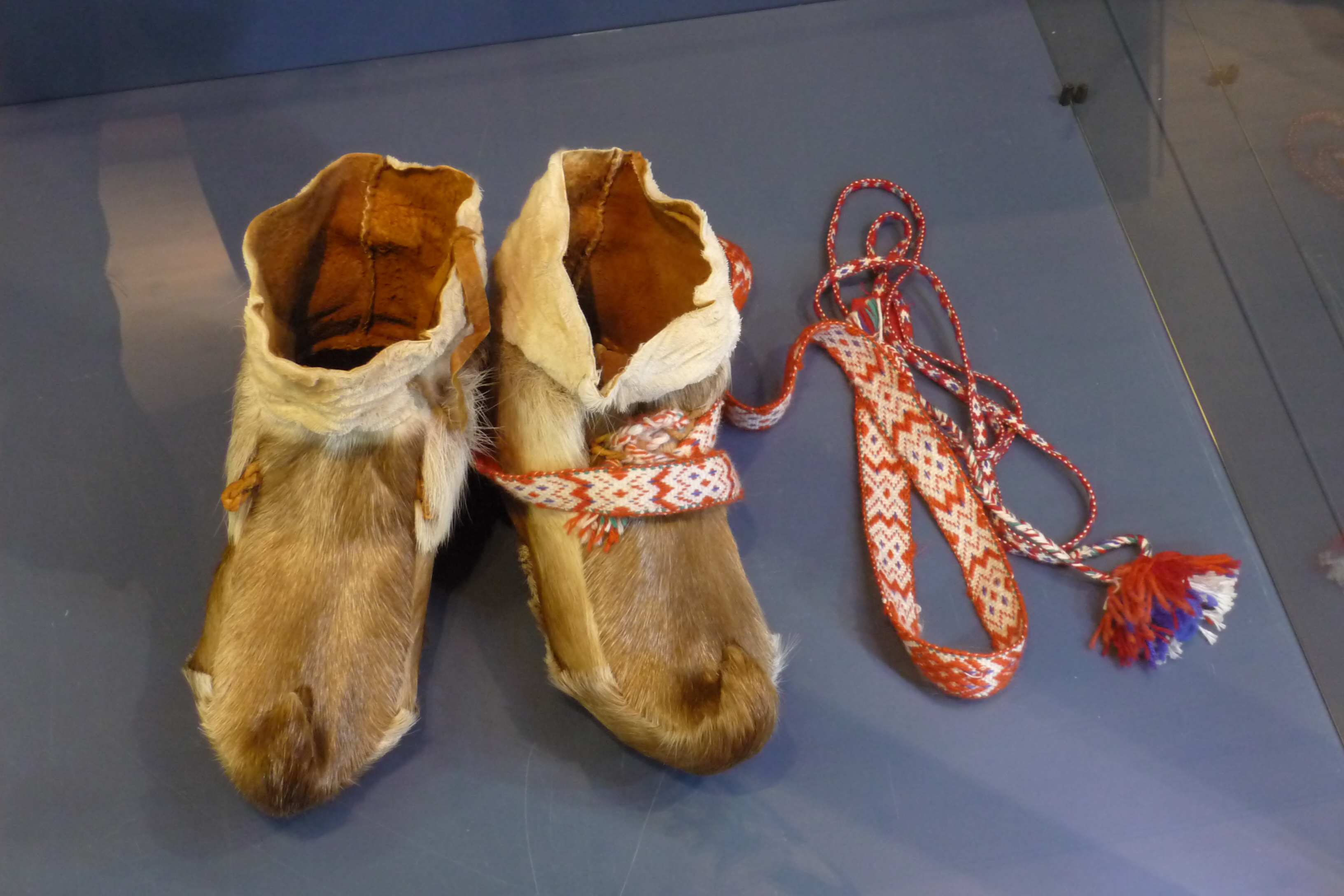
Саамські каньги

Каньги — це м'які́ напівчоботи, які шилися на літо зі шкури, знятої з ніг північного оленя (камуси або койба), а на зиму — з оленячого хутра навиворіт.
Каньги носили як чоловіки, так і жінки. Вони були водонепроникні, легкі й зручні на нозі, та головне — надзвичайно добре зберігали тепло.
Одна з особливостей дизайну каньг, як і всього́ саамського взуття — випнуті догори носаки.
Каньги обкручувалися довкруг ноги ремінцями-обмотками (оборами), а в їх середину клалися спеціально зроблені з сухої трави у́стілки.
Святкові каньги щедро оздоблювалися червоним сукном та бісером.
У саамському фольклорі є цікавий образ — у чарівної діви Мяндаш устілки каньнг з найніжнішого і найсмачнішого жиру (Саамские сказки, М., 1962, стор. 297).